# Břeclav
Břeclav kiejtéseⓘ [ˈbr̝ɛtslaf] (németül: Lundenburg) település Csehországban, Dél-Morvaországban.

## Nevének eredete
Břeclav cseh neve (1046/XII. sz. Bratyzlaw[e], 1131 Bracislau[ensem], 1255 Bretislaw, 1528 Brzeclaw, 1846 Bředslawa, 1924 Břeclav) a település magvát adó várat a XI. században megalapító I. Břetislav cseh fejedelemre utal.
A település német Lundenburg (1056 Lauentenburch, 1347 Luntenburg, 1718 Lundenburg) elnevezésének etimológiája nem tisztázott, ugyanakkor a legelfogadottabb magyarázat szerint az előtag a korai szláv Lovęta személynévből származik, vagy az ebből a személynévből eredő, mai cseh formájában Lovětici-ként említett szláv törzsnév (nemzetségnév) volt az alapja.
A település vélt magyar Leventevár neve valójában 20. századi mesterséges alkotás, amely Györffy György azon vélelmén alapult, hogy a település német neve korai Lauentenburch formájának előtagjában Árpád egyszer említett fiának Liüntika neve rejtezik. Ez utóbbira az adott volna alapot, hogy Gombocz Zoltán nyomán ezt a személynevet összemosták Vazul fia Levente nevével. Újabb publikációk a két személynév közti kapcsolatot cáfolják, így a hármas feltételezésláncnak már az alapja sem tartható. Azonban, még ha el is fogadnánk a többi probléma dacára a német helynévnek ilyen etimológiáját, a Leventevár akkor is pusztán a német név újkori tükörfordítása lenne, minthogy egyrészt egyéb adat híján, csupán a német név alapján nem feltételezhető, hogy a magyarok is így nevezték volna a helyet, másrészt a személynéven alapuló korabeli magyar elnevezések nem tartalmaznak -vár utótagot: vö. Moson és nem *Mosonvár, jóllehet németül Wieselburg, Pozsony és nem *Pozsonyvár,  jóllehet németül Preßburg.

## Fekvése
Az E-15-ös út mellett fekvő település.

## Története
Břeclav járási székhely, városi rangját 1872-ben kapta, jelentős vasúti csomópont, már 1839-ben vasútállomása is volt, ugyanis ekkor épült meg a Bécs-Brno közötti vasútvonal, amely keresztülhalad a városon.
A városnak cukorgyára van és itt működik a Gumotex nevű gyár is, ahol felfújható gumicsónakokat, játékokat, esőköpenyeket gyártanak.
A břeclavi kastély eredetileg egy gótikus vár helyére épült reneszánsz stílusban, a vár egykor egy břeclavi főnemes hűbérbirtoka volt.

## Nevezetességei
- Břeclavi kastély

## Népesség
A település népessége az elmúlt években az alábbi módon változott:
| Lakosok száma | 6683 | 12 014 | 18 163 | 11 010 | 23 978 | 24 737 | 24 881 | 24 704 | 23 943 | 24 863 |
|               | 1869 | 1890   | 1921   | 1950   | 1980   | 2001   | 2017   | 2019   | 2022   | 2024   |